# Carles Pirozzini i Martí

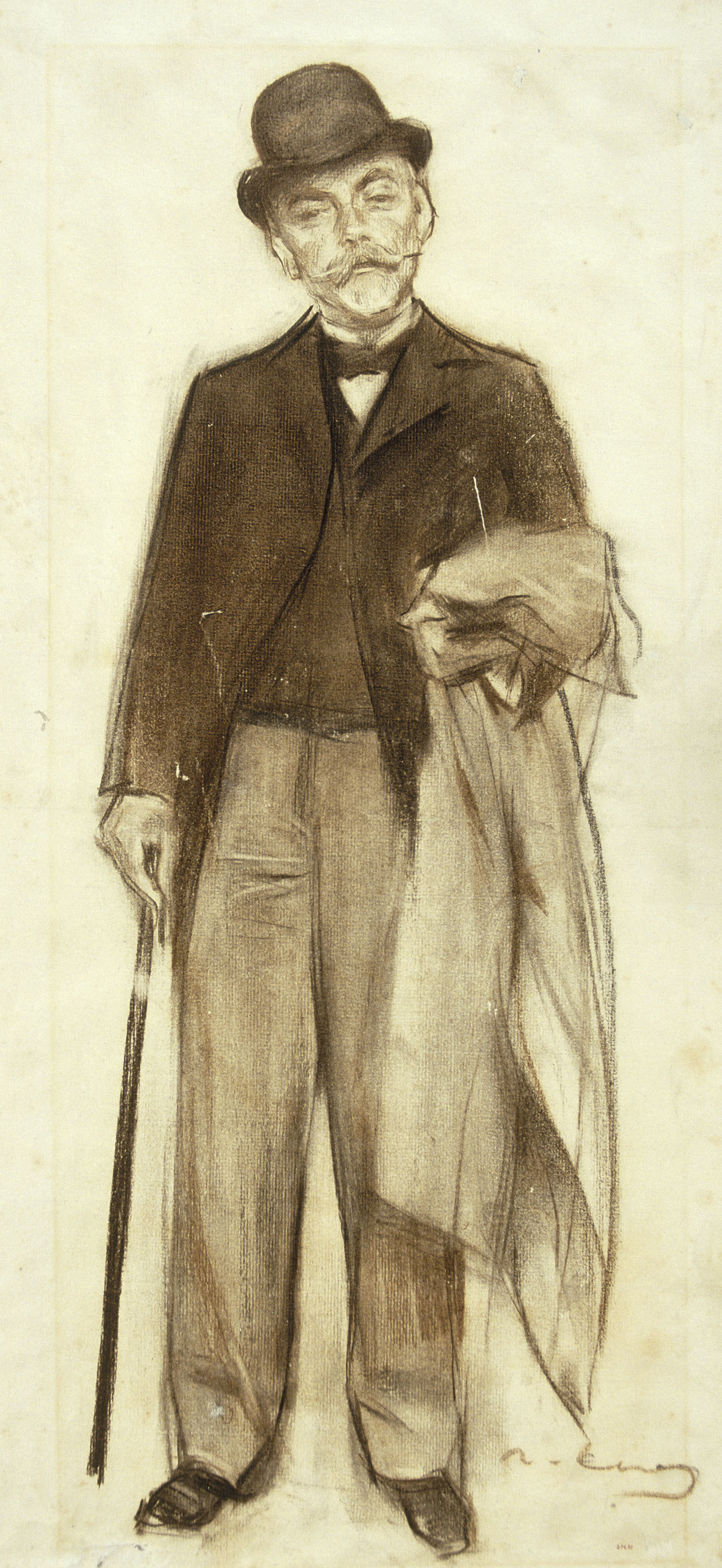
Retrato de Carles Pirozzini i Martí realizado por Ramón Casas

Carles Pirozzini i Martí (Barcelona, 17 de agosto de 1852-1938) fue un museógrafo, crítico de arte, coleccionista y escritor español.
Pirozzini residió parte de su infancia en el Piamonte, de donde era originario su padre. De vuelta a Barcelona, cursó estudios superiores e inició la carrera de Medicina, sin acabarla. Su hermano, Felip Pirozzini (1843-1876), muerto prematuramente, fue un poeta premiado en los Juegos Florales. Pirozzini posee también una producción escrita, ya que ejerció como crítico artístico de la revista La Renaixença. Así mismo, redactó diversas biografías de artistas, como Vicent Rodés y Damià Campeny, y cultivó la novela histórica y la poesía satírica. En su juventud frecuentó la entidad catalanista Jove Catalunya, de la cual formó parte, juntamente con personalidades como Pere Aldavert, Lluís Domènech i Montaner y Ángel Guimerá, entre otros. Igualmente, formó parte de la comisión organizadora del Primer Congreso Catalanista (1880). Entre los años 1881 y 1882 fue profesor interino de la cátedra de Teoría Estética e Historia de las Artes en la Escuela Oficial de Bellas Artes de Barcelona, conocida como Escuela de la Lonja. En aquellos años, como redactor de La Renaixença, ejerció una férrea defensa del proyecto del arquitecto Joan Martorell para la nueva fachada de la catedral de Barcelona, proyecto que será finalmente rechazado en favor del ideado por Josep Oriol Mestres. 
El año 1884, durante una estancia circunstancial en Olot, entró en contacto, a través del pintor Joaquín Vayreda, con un exmilitar carlista, Eugenio Serrano de Casanova, que proyectaba realizar una  exposición universal en Barcelona. En aquellos momentos, Pirozzini trabajaba a la sombra de Francisco de Paula Rius y Taulet, que sería alcalde de Barcelona en cuatro ocasiones, en la secretaría de la comisión para la realización del monumento más importante de la Barcelona finisecular, el dedicado a Cristóbal Colón. La intermediación de Pirozzini con el ayuntamiento permitió a Serrano hacer llegar al consistorio su compromiso para organizar sin subvención alguna la exposición, a cambio de la concesión de los derechos de explotación del certamen. Pero este proyecto privado fracasó y el municipio acabó asumiendo la realización del evento, momento en que Pirozzini fue nombrado secretario general de la Exposición Universal de 1888. En él, junto con Elías Rogent y Lluís Rouvière, recayó la responsabilidad de materializar la exposición, la primera del estado español, que permitió urbanizar los terrenos de la antigua Ciudadela militar. Después de la exposición, Pirozzini asumió la secretaría de la comisión encargada de convertir los pabellones conservados en museos.
El año 1892 fue nombrado funcionario municipal y hasta su jubilación, en 1920, fue el jefe de la sección municipal de museos y secretario de la Junta de Museos, así como un personaje clave en la política de adquisición de piezas para los museos y en la organización de las exposiciones de Bellas Artes y otros certámenes artísticos, como el Concurso anual de edificios y establecimientos urbanos. También participó en diversas comisiones monumentales. Fue académico de la Real Academia Catalana de Bellas Artes de San Jorge, así como académico correspondiente de la Academia de Bellas Artes de San Fernando, y también recibió numerosos reconocimientos internacionales. Poseía una colección de pinturas y abanicos que al morir legó a los museos de la ciudad.